# Europa van Soevereine Naties (politieke partij)
Europa van Soevereine Naties (ESN of ESN-partij) is een Europese politieke partij, die bestaat uit extreemrechtse partijen.

## Geschiedenis
In april 2024 was er, op uitnodiging van de Bulgaarse Wedergeboorte-partij, een conferentie van nationalistische partijen uit negen landen. In de zogeheten Sofia-verklaring riepen zij op tot het handhaven van nationale grenzen en de soevereiniteit van Europese landen. De andere deelnemers hiervan waren het Griekse AKKEL, het Hongaarse MHM, de Moldavische Wedergeboorte-partij, het Nederlandse Forum voor Democratie, het Slowaakse Republika, het Servische Zevetnici, het Zweedse Alternativ för Sverige en het Zwitserse Mass-Voll!
Bij de Europese verkiezingen van juni 2024 kwam de Bulgaarse Wedergeboorte-partij voor het eerst in het Europees Parlement. Kort voor de verkiezingen werden de Europarlementariërs van Alternative für Deutschland (AfD) uit de Identiteit en Democratie-fractie gezet. Wedergeboorte en AfD hadden daarvoor al contact. Samen richtten zij, samen met zes andere partijen, de fractie Europa van Soevereine Naties op, die vanaf de ingang van de nieuwe zittingsperiode in het Europees Parlement zit. De gelijknamige partij werd op 14 augustus dat jaar opgericht, welke op 9 september de status van Europese politieke partij aanvroeg.

## Leden
Behalve het Nederlandse FVD, zijn alle leden van de partij ook lid van de gelijknamige fractie.
| Land      | Partij                             |
| --------- | ---------------------------------- |
| Bulgarije | Wedergeboorte (В)                  |
| Duitsland | Alternative für Deutschland (AfD)  |
| Frankrijk | Reconquête (Rec!)                  |
| Hongarije | Mi Hazánk Mozgalom (MHM)           |
| Litouwen  | Tautos ir teisingumo sąjunga (TTS) |
| Nederland | Forum voor Democratie (FVD)        |
| Polen     | Nowa Nadzieja (NN)                 |
| Slowakije | Hnutie Republika (REP)             |
| Tsjechië  | Svoboda a přímá demokracie (SPD)   |

## Vertegenwoordiging in Europese instellingen
| Organisatie     | Instelling                                           | Zetelaantal  |
| --------------- | ---------------------------------------------------- | ------------ |
| Europese Unie   | Europees parlement                                   | 25 / 720(3%) |
| Europese Unie   | Europese Commissie                                   | 0 / 27(0%)   |
| Europese Unie   | Europese Raad (Regeringsleiders)                     | 0 / 27(0%)   |
| Europese Unie   | Raad van de Europese Unie (Deelname aan de regering) |              |
| Europese Unie   | Europees Comité van de Regio's                       | 0 / 329(0%)  |
| Raad van Europa | Parlementaire Vergadering                            |              |